# 템페레 영화제

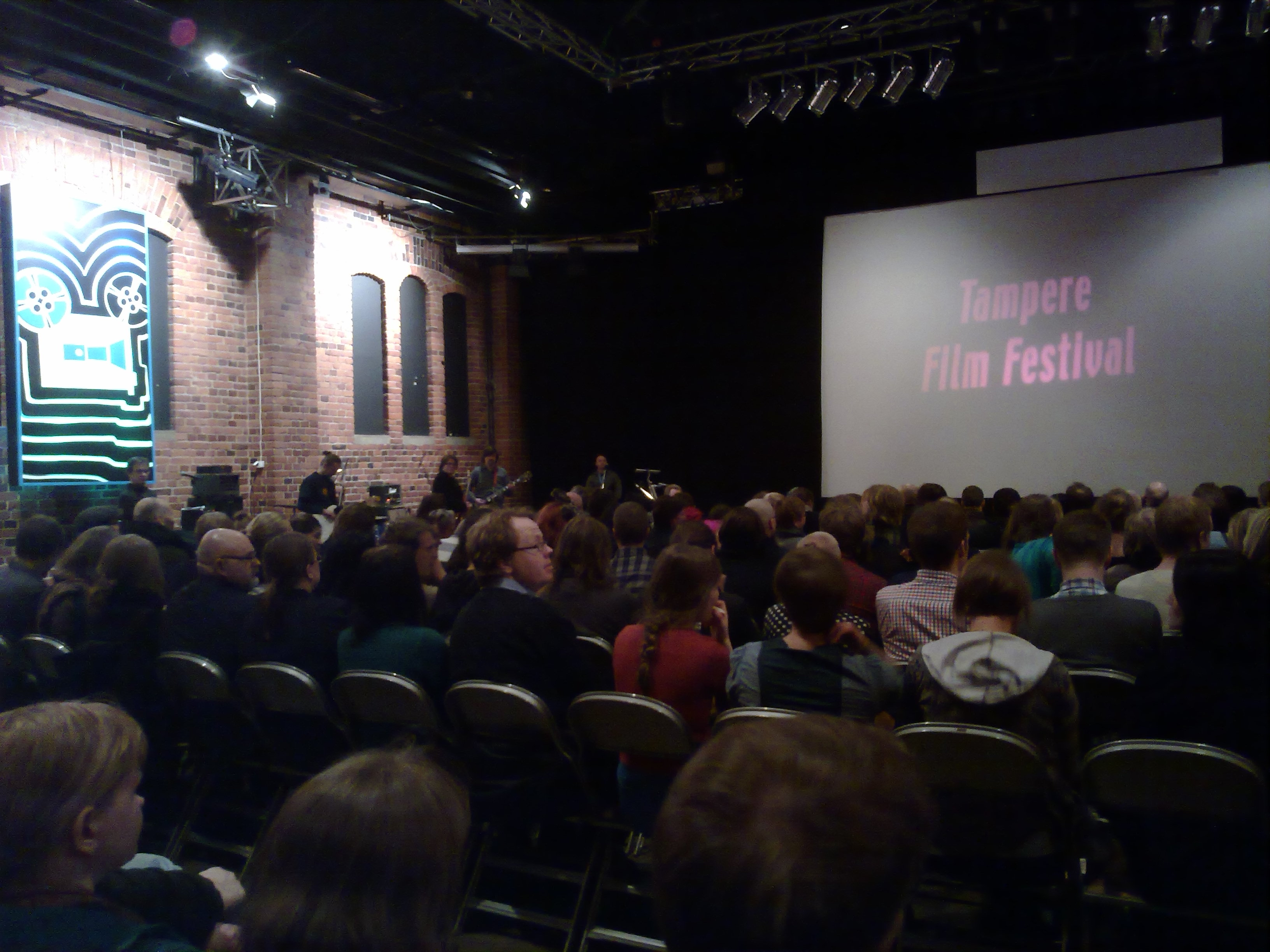

템페레 영화제(핀란드어: Tampereen elokuvajuhlat)는 매년 3월에 대부분 탐페레 핀키노 플레브나 영화관에서 개최되는 단편 영화제이다. 영화 제작자 모임 FIAPF에 의해 공인되며 오버하우젠 영화제와 끌레르몽페랑 단편 영화제와 함께 유럽의 가장 중요한 단편 영화제 중 하나이다.
제1회 영화제는 1969년에 개최되었으며 1970년부터 현재의 형태를 갖추어 개최되면서 북유럽의 가장 오래된 단편 영화제로 남아있다. 대략 500편의 단편 영화들이 매년 영화제의 5일 기간 중에 상영된다.
2020년 12월 15일, 탐파레 영화제는 2021년에 Generation XYZ라는 이름의 새로운 국제 단편 경쟁 부문을 열게 될 것이고 이는 미국의 영화 제작사 XYZ 필름스와 협업을 통해 개발되고 있다고 발표되었다.